# Guglielmo I dei Paesi Bassi
Guglielmo I dei Paesi Bassi (L'Aia, 24 agosto 1772 - Berlino, 12 dicembre 1843) fu Re dei Paesi Bassi e Granduca del Lussemburgo dal 1815 sino al 1840, quando abdicò in favore del figlio Guglielmo II. Regnò sul Regno Unito dei Paesi Bassi, formato dai Paesi Bassi, dal Belgio e dal Lussemburgo.

## Biografia

### Giovinezza

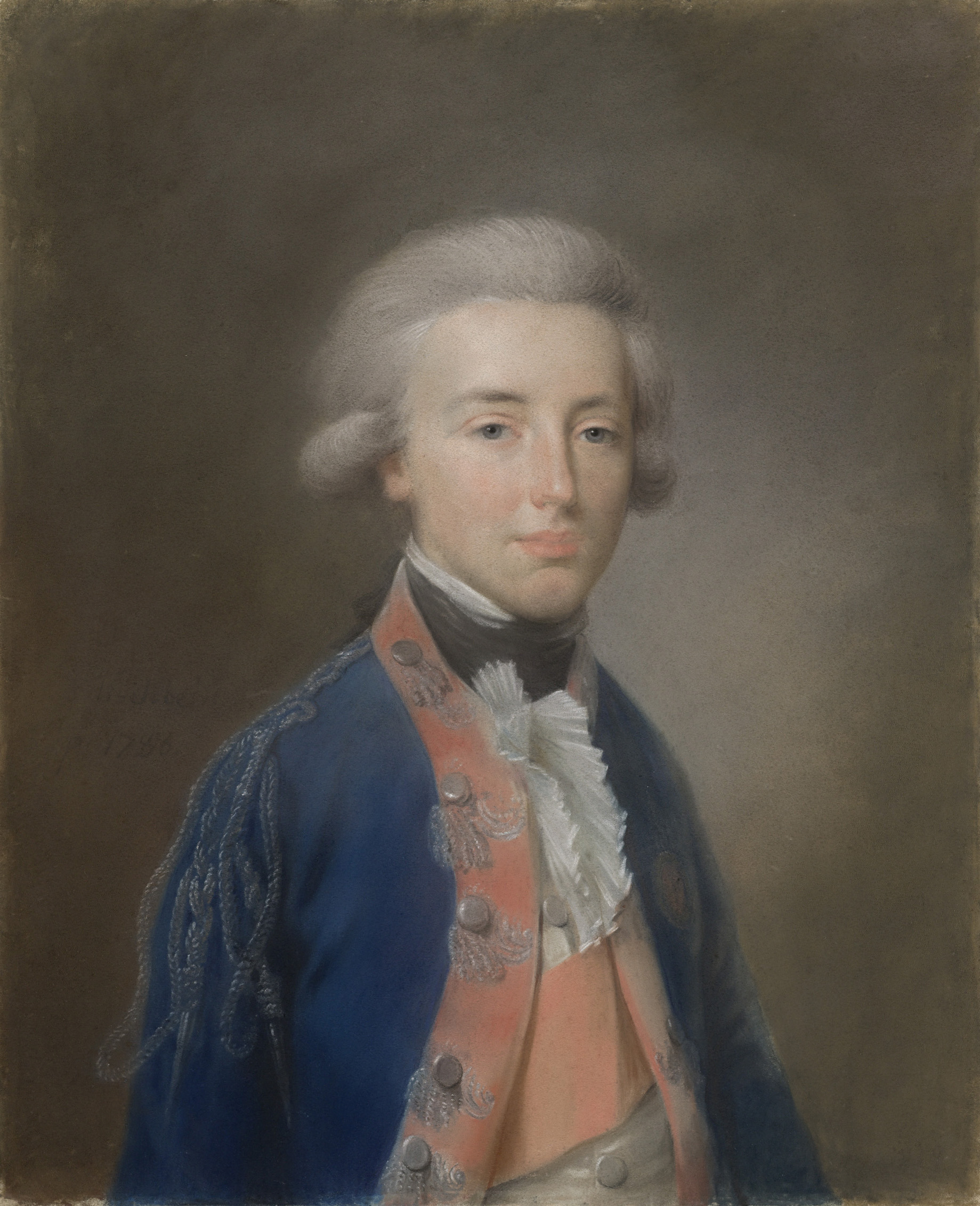
Guglielmo di Orange-Nassau.

Guglielmo nacque il 24 agosto 1772 a L'Aia, figlio di Guglielmo V d'Orange-Nassau, Statolder delle Sette Province Unite e della moglie, Guglielmina di Prussia. Il 1º ottobre 1791, Guglielmo sposò a Berlino la prima cugina Guglielmina di Prussia, figlia dello zio materno Federico Guglielmo II di Prussia e della consorte, Federica Luisa d'Assia-Darmstadt, consolidando i rapporti con la dinastia Hohenzollern.  Con l'invasione delle Armate rivoluzionarie francesi, nel 1793 Guglielmo cercò di respingere i nemici e fallì, di conseguenza, nel 1795, il Principe e l'intera famiglia d'Orange lasciarono l'Olanda e si recarono a Londra, stabilendosi ad Hampton Court.
Nel 1799 Guglielmo sbarcò nell'Olanda Settentrionale, dove la popolazione locale non fu molto contenta dell'arrivo del principe. Alcuni sostenitori della Casa d'Orange-Nassau vennero addirittura giustiziati. Il Principe fu costretto a lasciare nuovamente il paese. Il 9 aprile 1806 il padre Guglielmo V morì e così a succedergli come Principe d'Orange-Nassau fu il figlio, che assunse il nome di Guglielmo VI d'Orange-Nassau. Divenne il titolo sovrano dei principati tedeschi di Fulda e Corvey, concessogli da Napoleone con la Pace di Amiens, siglata nel 1802, come compensazione per la perdita dei suoi domini olandesi nel 1795. Guglielmo perse tali territori nel 1806, quando si schierò con la Prussia contro l'Impero francese. A parte un breve periodo al servizio dell'Austria contro Napoleone nel 1809, combattendo nelle Battaglie di Jena e di Wagram, Guglielmo visse in esilio presso la corte prussiana fino al 1812, ritirandosi nelle sue terre in Slesia.

### Matrimonio
Il 1º ottobre 1791, Guglielmo sposò a Berlino la prima cugina Guglielmina di Prussia, figlia dello zio materno Federico Guglielmo II di Prussia e della consorte, Federica Luisa d'Assia-Darmstadt, consolidando i rapporti con la dinastia Hohenzollern. La coppia ebbe quattro figli:
- Guglielmo (1792 - 1849)
- Figlio nato morto (1795)
- Federico (1797 - 1881)
- Paolina (1800 - 1806)
- Marianna (1810 - 1883)

Dopo la morte della moglie, Guglielmo sposò la contessa Henriette d'Oultremont de Wégimont a Berlino il 17 febbraio 1841. Il matrimonio fu morganatico e la coppia non ebbe figli.

### Re dei Paesi Bassi

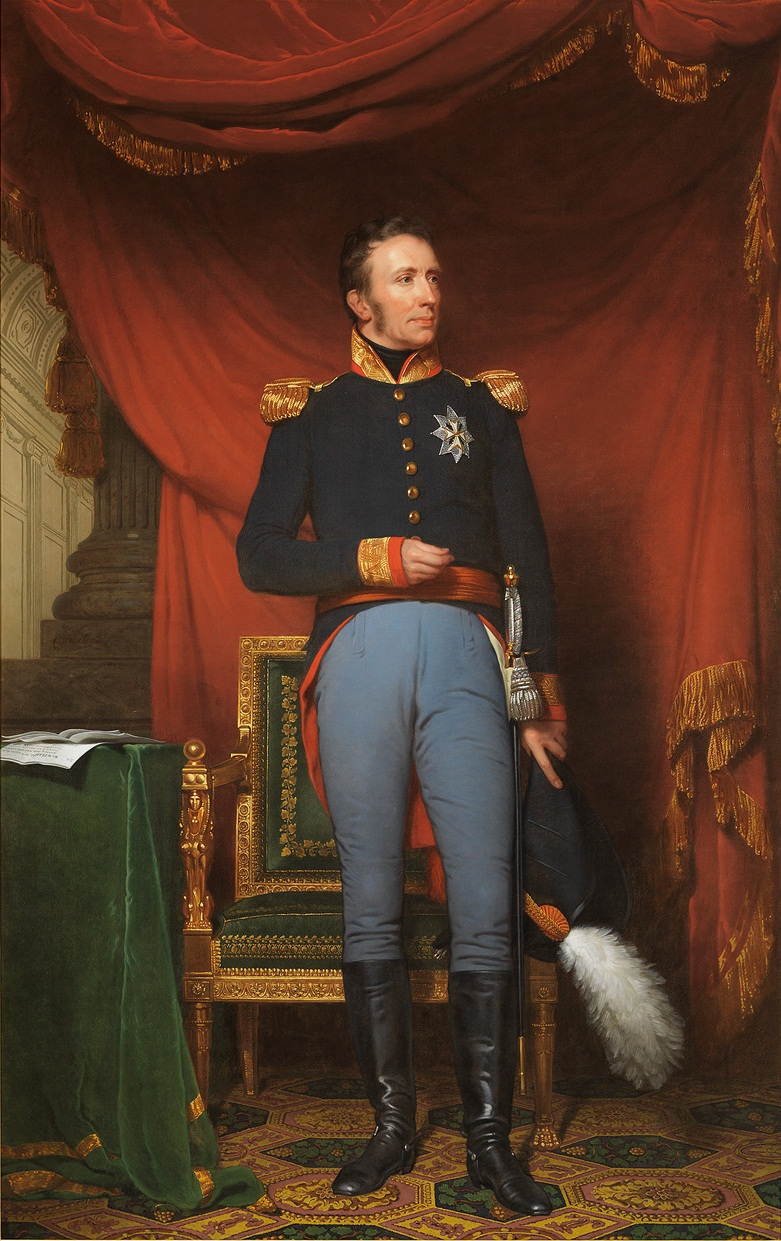
Guglielmo I dei Paesi Bassi

Nel novembre 1813 l'Olanda si ribellò alla dominazione francese e, su pressione di alcune personalità olandesi e data l'inizio della discesa di Bonaparte, il Principe d'Orange lasciò l'Inghilterra e tornò in patria, accolto con entusiasmo dal popolo olandese. Il 2 dicembre 1813 il Governo provvisorio gli offrì il titolo sovrano così che Guglielmo venne proclamato Principe Sovrano dei Paesi Bassi Uniti, ascendendo al trono come Guglielmo Federico; la nuova stati comprendeva i Paesi Bassi ed il Belgio. Fu investito di tale titolo il 30 marzo 1814 nella Nieuwe Kerk di Amsterdam. Il 16 marzo 1815 Guglielmo accettò il titolo reale e così fu insediato a Bruxelles il 21 settembre 1815, venendo proclamato Re dei Paesi Bassi, ascendendo come Guglielmo I dei Paesi Bassi. Nello stesso anno divenne anche Granduca di Lussemburgo, il quale assieme ai Paesi Bassi ed al Belgio, costituiva il Regno Unito dei Paesi Bassi. Con il Congresso di Vienna e la Restaurazione dovette rinunciare agli ai domini d'Orange in Germania a favore del Ducato di Nassau e della Prussia.
All'inizio del suo regno, Guglielmo I intraprese un politica di ripresa economica per il Regno, fondando una banca, nel 1822, per finanziare industriale in Belgio e nel 1824 fondò la Netherlands Trading Company per occuparsi del commercio con le Indie orientali olandesi. In questa colonia introdusse il sistema di coltivazione, obbligando la popolazione locale a lavorare i campi per un certo periodo dell'anno, per conto delle autorità coloniali. In questo modo le Indie orientali olandesi contribuiranno a rimettere in piedi l'economia della patria. I prodotti sono venduti dalla Netherlands Trading Company. Rafforzò afforza la forza economica nelle tre parti del suo regno: il Nord, il Sud e le Indie orientali olandesi coloniali. Re Guglielmo venne soprannominato "Re-Mercante", si concentrò sul ripristino dell'economia precedentemente fiorente.

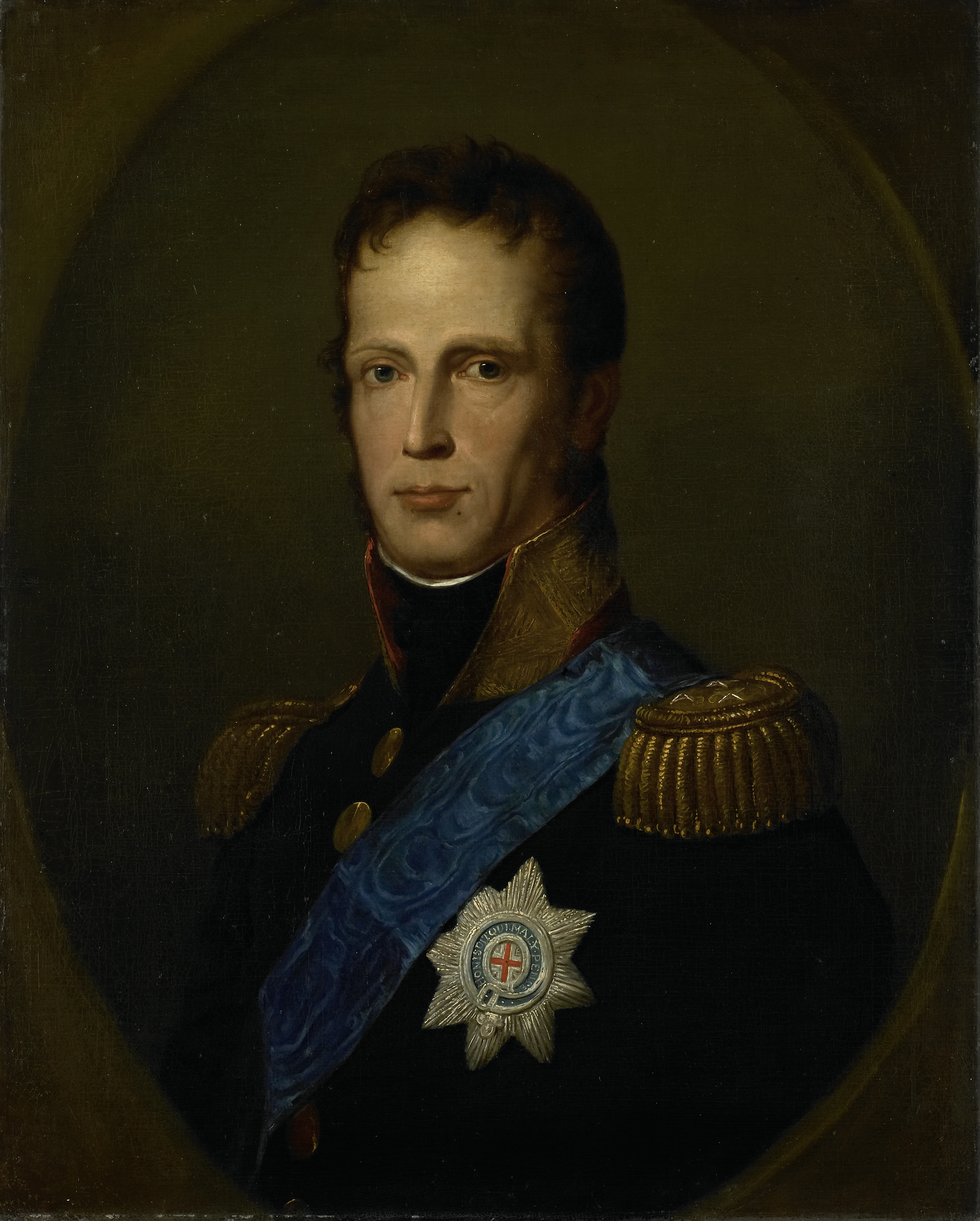
Guglielmo dipinto come Cavaliere dell'Ordine della Giarrettiera.

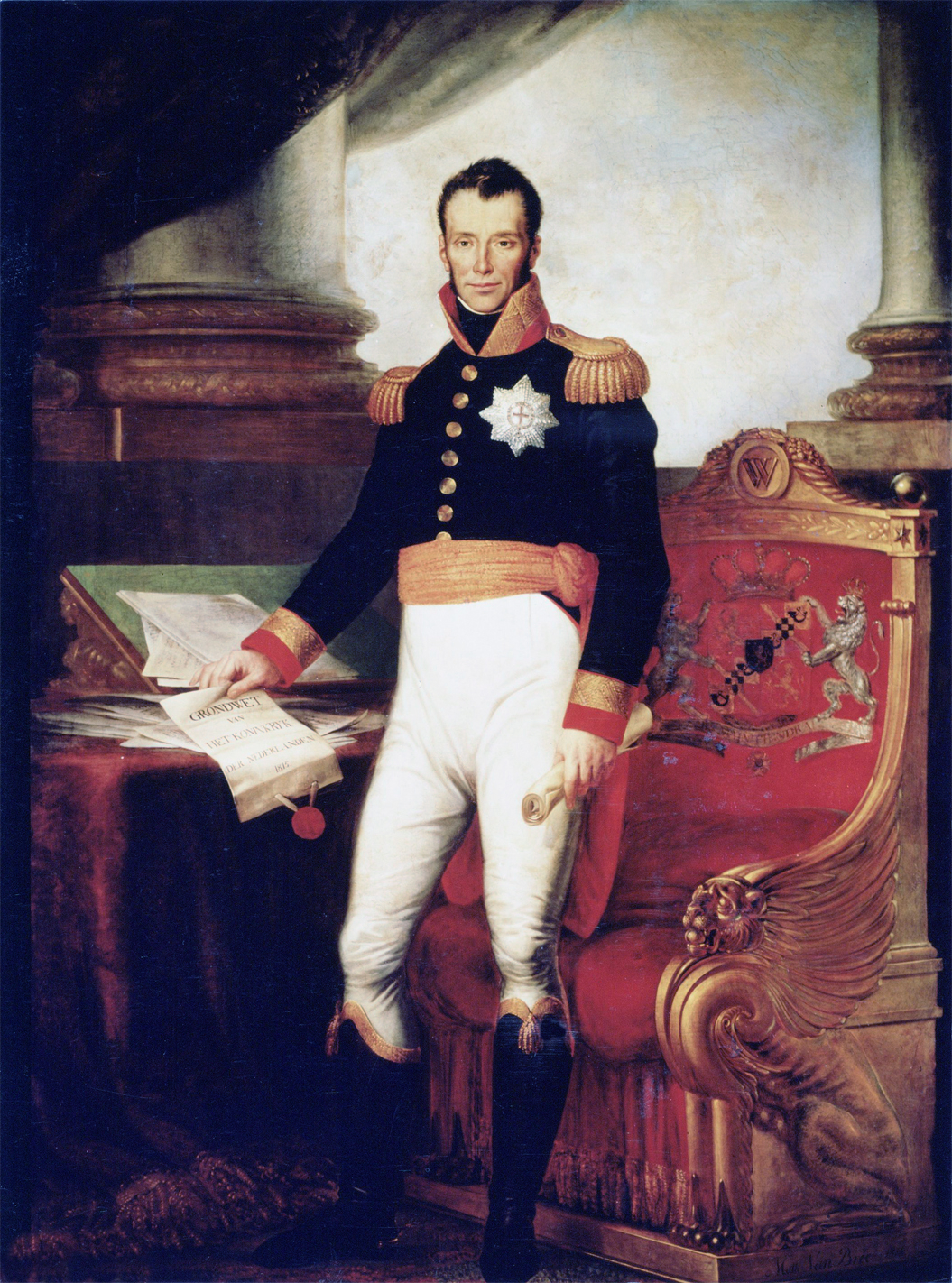
Dipinto di Guglielmo Federico, Principe sovrano dei Paesi Bassi.

Molti abitanti delle province meridionali, quelle che poi diverranno belghe, tuttavia, si opposero all'unione con i Paesi Bassi settentrionali, poiché ai due gruppi era data pari rappresentanza nel Parlamento e venivano applicate le stesse tasse, nonostante gli olandesi avessero un debito accumulato molto più elevato e una popolazione molto più piccola. Fautore di una nuova costituzione, re Guglielmo trovò l'opposizione dei sudditi belgi, di religione cattolica, che non vedevano riconosciuta la loro autonomia amministrativa. Il Re olandese pose sotto il controllo dello Stato le Università di Gand, Lovanio e Liegi e obbligò gli studenti del seminario a frequentare un nuovo “collegio filosofico” a Lovanio. Gli abitanti del sud erano ulteriormente irritati dalla decisione di rendere l'olandese la lingua amministrativa in tutto il regno e dall'insistenza olandese sul libero scambio quando le industrie del sud necessitavano di protezione. Le fazioni liberali e cattoliche del sud, che si opponevano al governo di Guglielmo, si unirono nel 1828 ("unione dei partiti") e chiesero al re riforme politiche e religiose. Ispirata dalla Rivoluzione di Parigi del luglio 1830, il mese successivo scoppiò una Rivolta a Bruxelles. Dopo i primi successi militari dei ribelli, nel gennaio 1831 una conferenza delle principali potenze europee decise che il Belgio sarebbe diventato uno stato indipendente. 

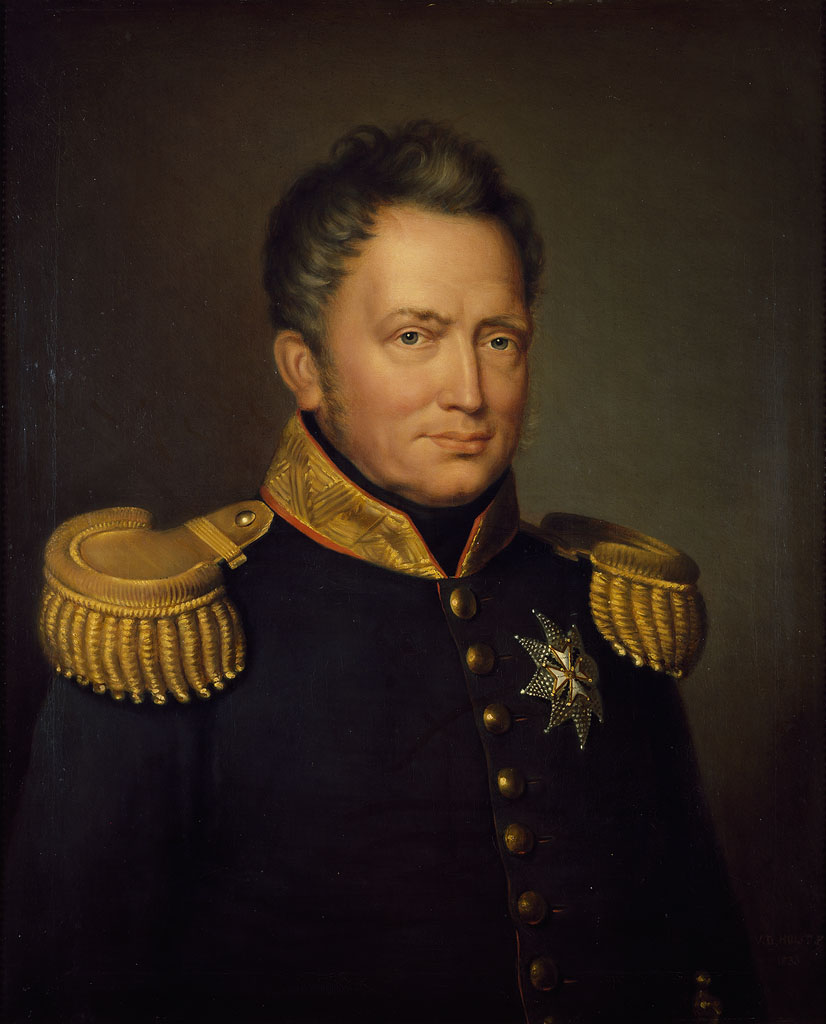
Guglielmo I dei Paesi Bassi.

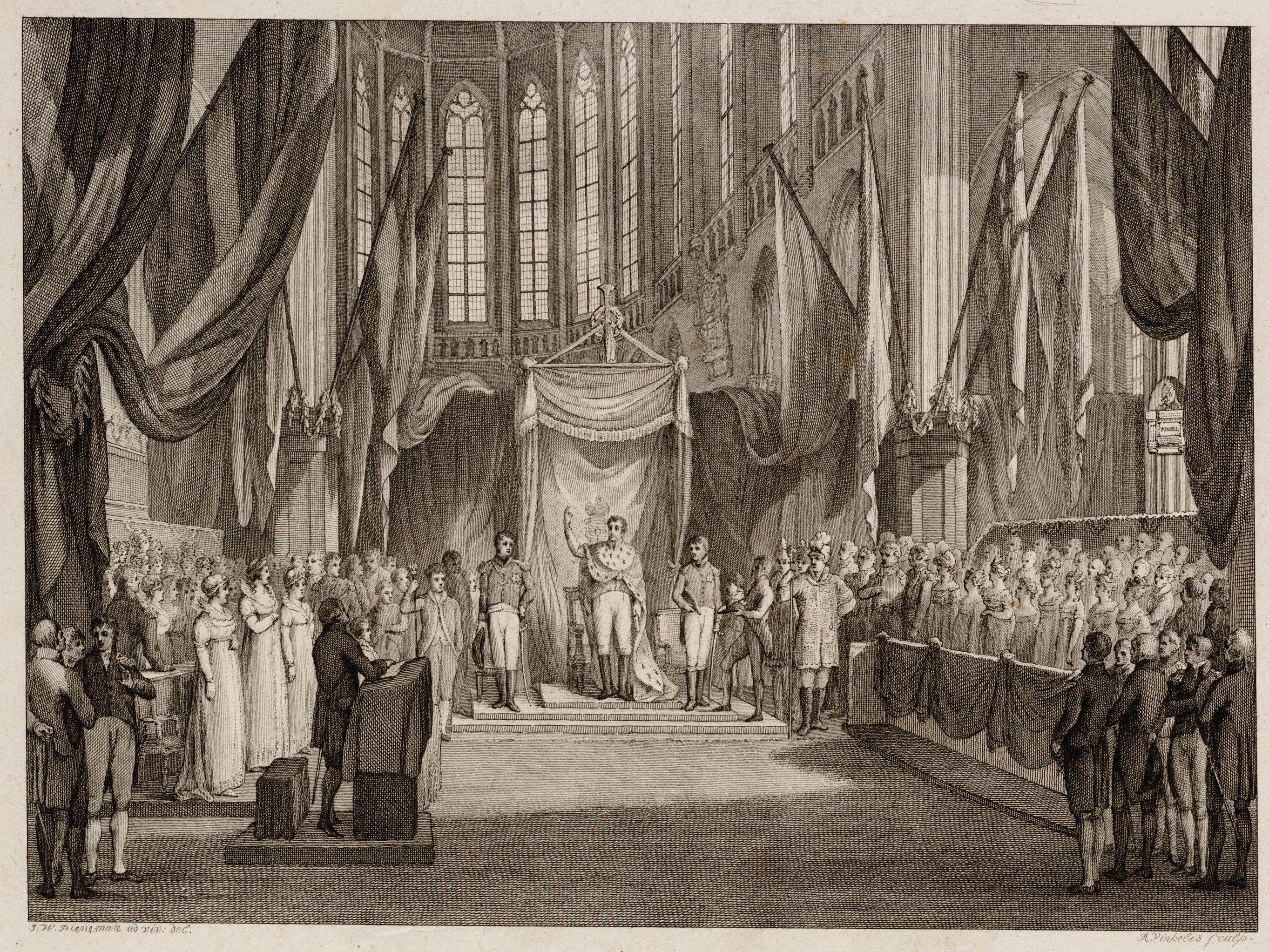
Inaugurazione di Guglielmo I.

Guglielmo rifiutò di accettare la separazione dal Belgio e ordinò una nuova campagna militare contro il Belgio, il quale però fu supportato dalle truppe del re Luigi Filippo d'Orléans. La resistenza durò fino al 1839, quando finalmente cedette alle richieste delle grandi potenze e concesse l'indipendenza del Belgio. Consapevole che il popolo olandese si opponeva sempre di più ai suoi metodi autocratici, abdicò nell'ottobre del 1840 e trascorse il resto della sua vita a Berlino. Consentì, riluttante, anche ad alcune riforme costituzionali: responsabilità dei ministri di fronte al parlamento, bilancio biennale anziché decennale. Nel 1840 iniziarono le modifiche costituzionali poiché i termini riferiti al Regno Unito dei Paesi Bassi dovevano essere ritirati. Tra le modifiche costituzionali vi fu l'introduzione della responsabilità giudiziaria dei ministri. Sebbene il parlamento mantenesse un potere simile alla situazione precedente, il governo era più controllabile. 

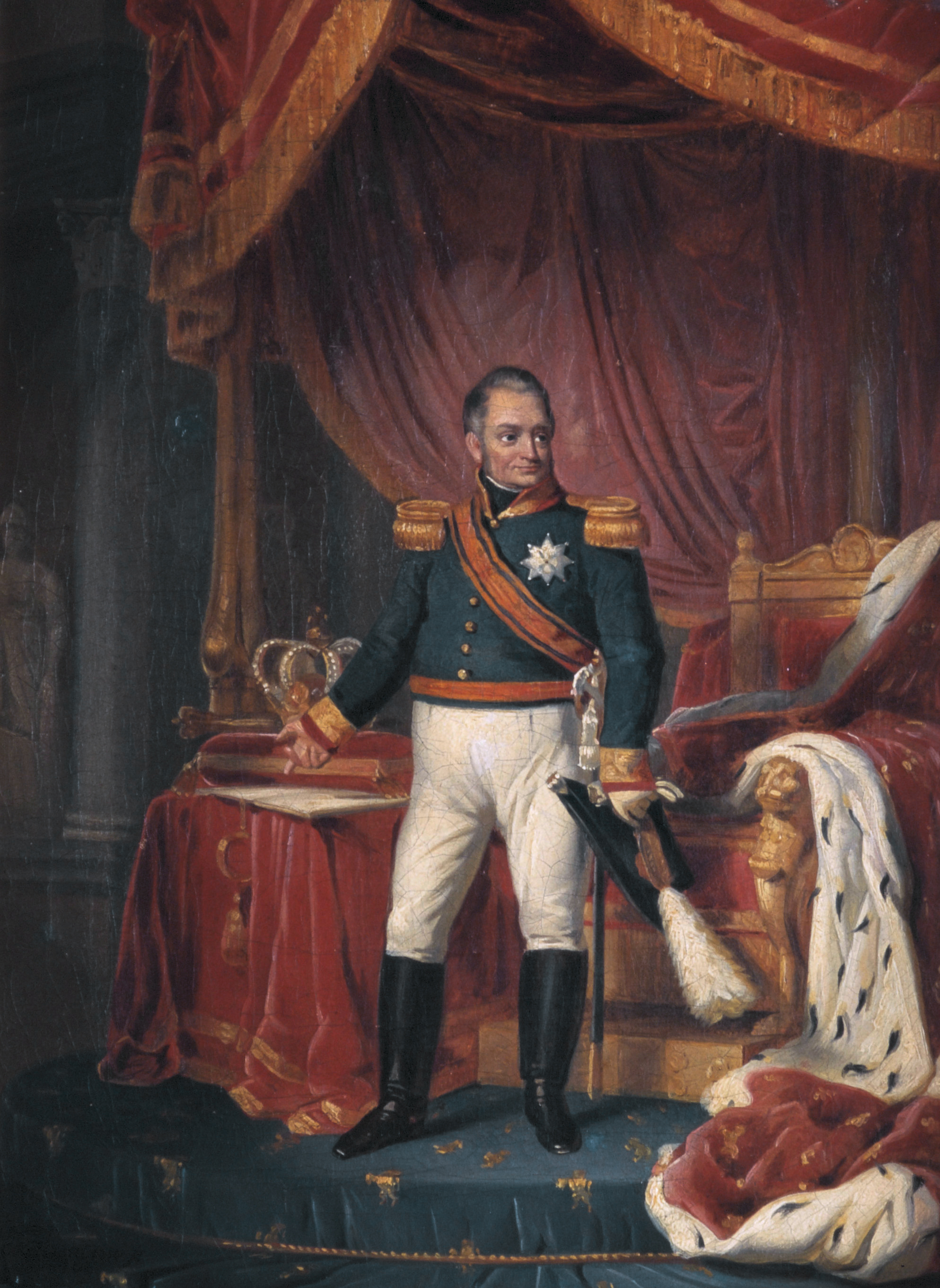
Il Re dei Paesi Bassi.

Tuttavia, il carattere conservatore del re non poté sopportare queste modifiche costituzionali, che insieme al rifiuto di accettare la perdita del Belgio e all'intenzione del monarca di risposarsi con Enrichetta d'Oultremont, cosa che scandalizzò belgi e cattolici, portarono infine alla sua abdicazione, avvenuta il 7 ottobre 1840. Il suo figlio maggiore salì al trono come Guglielmo II dei Paesi Bassi.  L'ex sovrano si ritirò a Berlino, dove morì a Palazzo Olandese all'età di settantuno anni, il 12 dicembre 1843. Con l'abdicazione, Guglielmo aveva assunto il titolo di Conte di Nassau.

## Matrimonio ed eredi
Guglielmo sposò nel 1791 la cugina Federica Luisa Guglielmina, figlia di Federico Guglielmo II di Prussia. Da questo matrimonio nacquero i seguenti figli:
- Guglielmo Federico Giorgio Ludovico (1792-1849), sposò Anna Pavlovna Romanova, figlia dello zar Paolo I di Russia;
- Un figlio nato morto (Hampton Court, Middlesex, 18 agosto 1795).
- Guglielmo Federico Carlo (1797-1881), sposò Luisa di Prussia, figlia di Federico Guglielmo III di Prussia;
- Paolina (1800-1806);
- Un figlio nato morto (Berlino, 30 agosto 1806).
- Guglielmina Federica Luisa Carlotta Marianna (1810-1883), sposò Alberto di Prussia, figlio di Federico Guglielmo III di Prussia.

Dopo la morte della moglie, Guglielmo sposò la contessa Henriette d'Oultremont de Wégimont (Maastricht, 28 febbraio 1792 – Castello di Rahe, 26 ottobre 1864), creata contessa di Nassau. La cerimonia ebbe luogo a Berlino il 17 febbraio 1841. Il matrimonio fu morganatico e la coppia non ebbe figli.

## Ascendenza
|                                        |                                 |                                             | Genitori                                   |  |  | Nonni |  |  | Bisnonni                          |  |  | Trisnonni                          |  |
|                                        |                                 |                                             |                                            |  |  |       |  |  | Giovanni Guglielmo Friso d'Orange |  |  | Enrico Casimiro II di Nassau-Dietz |  |
|                                        |                                 |                                             |                                            |  |  |       |  |  | Giovanni Guglielmo Friso d'Orange |  |  | Enrico Casimiro II di Nassau-Dietz |  |
|                                        |                                 | Enrichetta Amalia di Anhalt-Dessau          |                                            |  |  |       |  |  | Giovanni Guglielmo Friso d'Orange |  |  |                                    |  |
| Guglielmo IV di Orange-Nassau          |                                 |                                             |                                            |  |  |       |  |  | Giovanni Guglielmo Friso d'Orange |  |  |                                    |  |
|                                        |                                 | Maria Luisa d'Assia-Kassel                  | Carlo I d'Assia-Kassel                     |  |  |       |  |  |                                   |  |  |                                    |  |
|                                        |                                 | Maria Luisa d'Assia-Kassel                  | Carlo I d'Assia-Kassel                     |  |  |       |  |  |                                   |  |  |                                    |  |
|                                        |                                 | Maria Luisa d'Assia-Kassel                  | Amalia di Curlandia                        |  |  |       |  |  |                                   |  |  |                                    |  |
| Guglielmo V di Orange-Nassau           |                                 | Maria Luisa d'Assia-Kassel                  |                                            |  |  |       |  |  |                                   |  |  |                                    |  |
|                                        |                                 | Giorgio II di Gran Bretagna                 | Giorgio I di Gran Bretagna                 |  |  |       |  |  |                                   |  |  |                                    |  |
|                                        |                                 | Giorgio II di Gran Bretagna                 | Giorgio I di Gran Bretagna                 |  |  |       |  |  |                                   |  |  |                                    |  |
|                                        |                                 | Giorgio II di Gran Bretagna                 | Sofia Dorotea di Celle                     |  |  |       |  |  |                                   |  |  |                                    |  |
| Anna di Hannover                       |                                 | Giorgio II di Gran Bretagna                 |                                            |  |  |       |  |  |                                   |  |  |                                    |  |
|                                        |                                 | Carolina di Brandeburgo-Ansbach             | Giovanni Federico di Brandeburgo-Ansbach   |  |  |       |  |  |                                   |  |  |                                    |  |
|                                        |                                 | Carolina di Brandeburgo-Ansbach             | Giovanni Federico di Brandeburgo-Ansbach   |  |  |       |  |  |                                   |  |  |                                    |  |
|                                        |                                 | Carolina di Brandeburgo-Ansbach             | Eleonora Erdmuthe di Sassonia-Eisenach     |  |  |       |  |  |                                   |  |  |                                    |  |
| Guglielmo I dei Paesi Bassi            |                                 | Carolina di Brandeburgo-Ansbach             |                                            |  |  |       |  |  |                                   |  |  |                                    |  |
|                                        | Federico Guglielmo I di Prussia | Federico I di Prussia                       |                                            |  |  |       |  |  |                                   |  |  |                                    |  |
|                                        | Federico Guglielmo I di Prussia | Federico I di Prussia                       |                                            |  |  |       |  |  |                                   |  |  |                                    |  |
|                                        | Federico Guglielmo I di Prussia | Sofia Carlotta di Hannover                  |                                            |  |  |       |  |  |                                   |  |  |                                    |  |
| Augusto Guglielmo di Prussia           | Federico Guglielmo I di Prussia |                                             |                                            |  |  |       |  |  |                                   |  |  |                                    |  |
|                                        |                                 | Sofia Dorotea di Hannover                   | Giorgio I di Gran Bretagna                 |  |  |       |  |  |                                   |  |  |                                    |  |
|                                        |                                 | Sofia Dorotea di Hannover                   | Giorgio I di Gran Bretagna                 |  |  |       |  |  |                                   |  |  |                                    |  |
|                                        |                                 | Sofia Dorotea di Hannover                   | Sofia Dorotea di Celle                     |  |  |       |  |  |                                   |  |  |                                    |  |
| Guglielmina di Prussia                 |                                 | Sofia Dorotea di Hannover                   |                                            |  |  |       |  |  |                                   |  |  |                                    |  |
|                                        |                                 | Ferdinando Alberto II di Brunswick-Lüneburg | Ferdinando Alberto I di Brunswick-Lüneburg |  |  |       |  |  |                                   |  |  |                                    |  |
|                                        |                                 | Ferdinando Alberto II di Brunswick-Lüneburg | Ferdinando Alberto I di Brunswick-Lüneburg |  |  |       |  |  |                                   |  |  |                                    |  |
|                                        |                                 | Ferdinando Alberto II di Brunswick-Lüneburg | Cristina d'Assia-Eschwege                  |  |  |       |  |  |                                   |  |  |                                    |  |
| Luisa Amalia di Brunswick-Wolfenbüttel |                                 | Ferdinando Alberto II di Brunswick-Lüneburg |                                            |  |  |       |  |  |                                   |  |  |                                    |  |
|                                        |                                 | Antonietta Amalia di Brunswick-Wolfenbüttel | Luigi Rodolfo di Brunswick-Lüneburg        |  |  |       |  |  |                                   |  |  |                                    |  |
|                                        |                                 | Antonietta Amalia di Brunswick-Wolfenbüttel | Luigi Rodolfo di Brunswick-Lüneburg        |  |  |       |  |  |                                   |  |  |                                    |  |
|                                        |                                 | Antonietta Amalia di Brunswick-Wolfenbüttel | Cristina Luisa di Oettingen-Oettingen      |  |  |       |  |  |                                   |  |  |                                    |  |
|                                        |                                 | Antonietta Amalia di Brunswick-Wolfenbüttel |                                            |  |  |       |  |  |                                   |  |  |                                    |  |